# وقواق شقراقي
وقواق شقراقي أو لُبْطُوس (الاسم العلمي: Leptosomus discolor)، هو الطائر الوحيد في فصيلة اللبطوسية والتي غالبًا ما كانت موضوعة في السابق في رتبة الشقراقيات ولكنها الآن وضعت في رتبة خاصة بها اللبطوسيات (Leptosomiformes). يقع الوقواق الشقراقي في جذر مجموعة تحتوي على النهاسية وقرنيات المنقار ونقاريات الشكل والشقراقيات.
إنه طائر متوسط الحجم يسكن الغابات والأراضي الحرجية في مدغشقر وجزر القمر. تم وصف ثلاثة نويعات منه: المرشح L. d. discolor يوجد في مدغشقر وجزيرة مايوت، وL. d. intermedius يوجد في أنجوان، وL. d. gracilis من القمر الكبرى. بناءً على حجمها الصغير، والاختلافات في الريش، والاختلاف الطفيف في الصوت، يعتبر الأخير أحيانًا نوعًا منفصلاً، تحت مسمى وقواق شقراقي قمري (L. gracilis).